# Ledecký rybník
Ledecký rybník o rozloze vodní plochy 0,55 ha se nalézá asi 400 m severovýchodně od centra osady Ledec v okrese Pardubice. Rybník je využíván pro chov ryb a zároveň představuje lokální biocentrum pro rozmnožování obojživelníků. U rybníka se nalézá klubovna místního rybářského spolku a dva malé násadové rybníčky. Rybník je součástí rybniční soustavy skládající se dále z rybníků Stružník, Rohlíček, Kamenný rybník, Zabloudil.

## Galerie

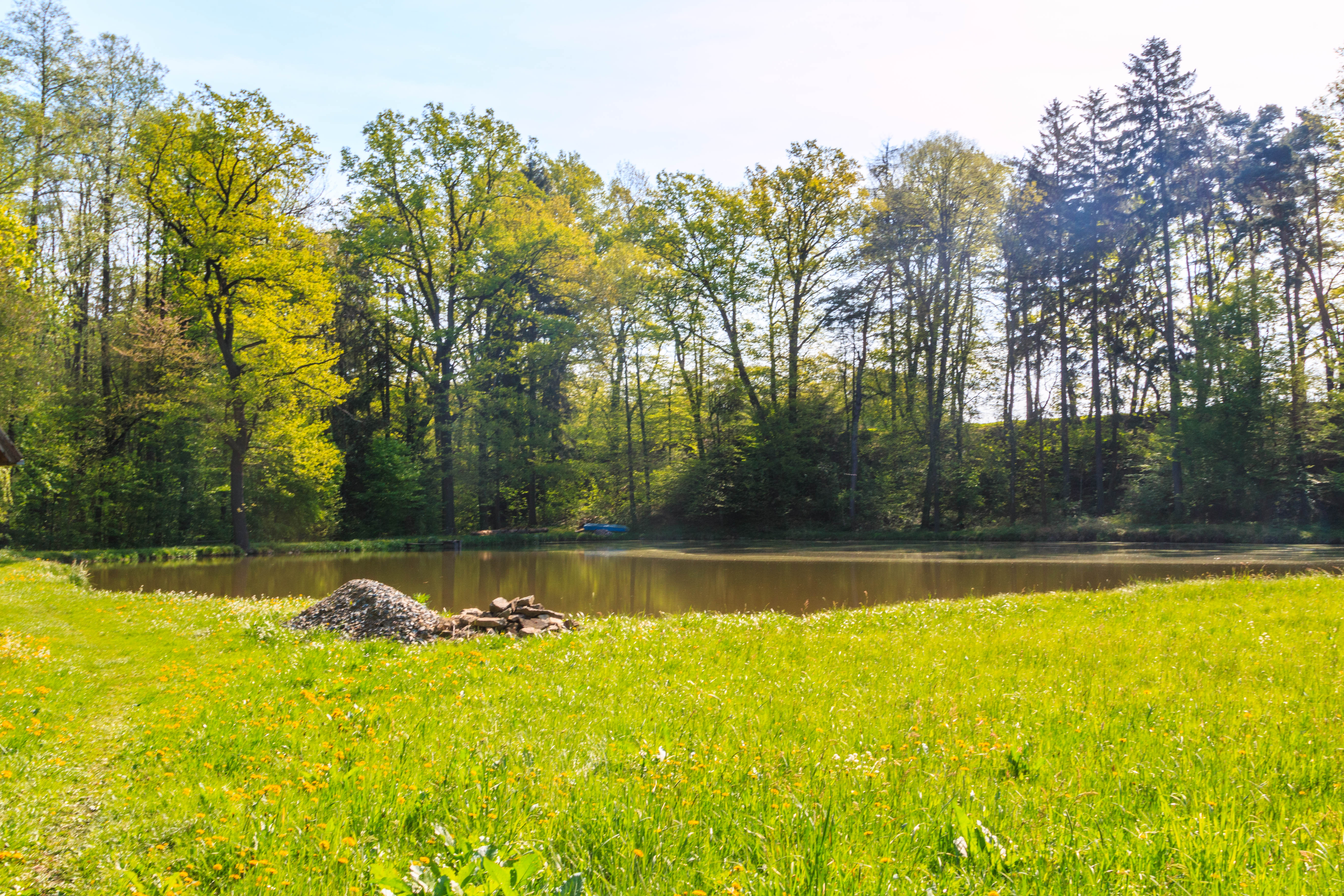
pohled na Ledecký rybník
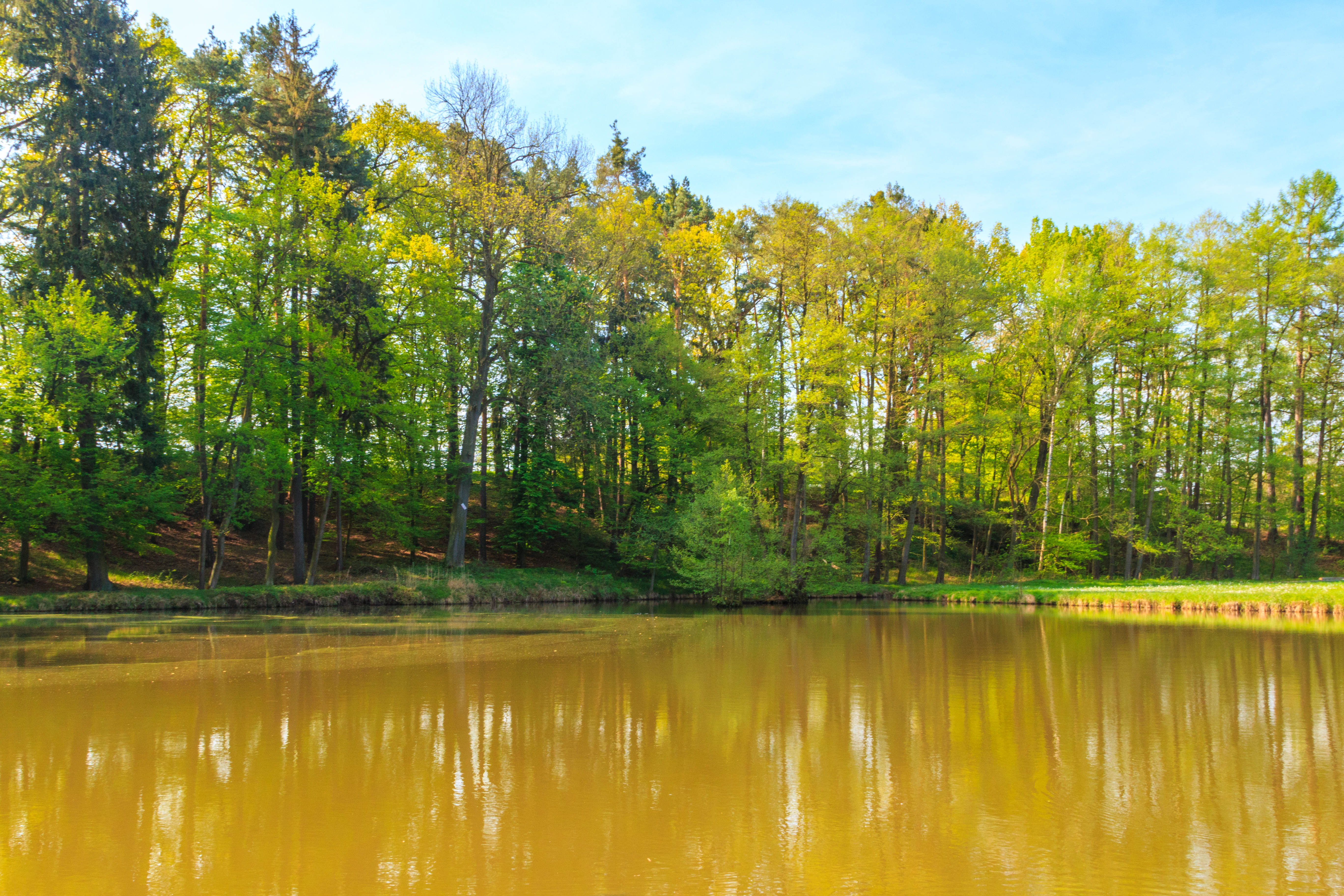
pohled na Ledecký rybník
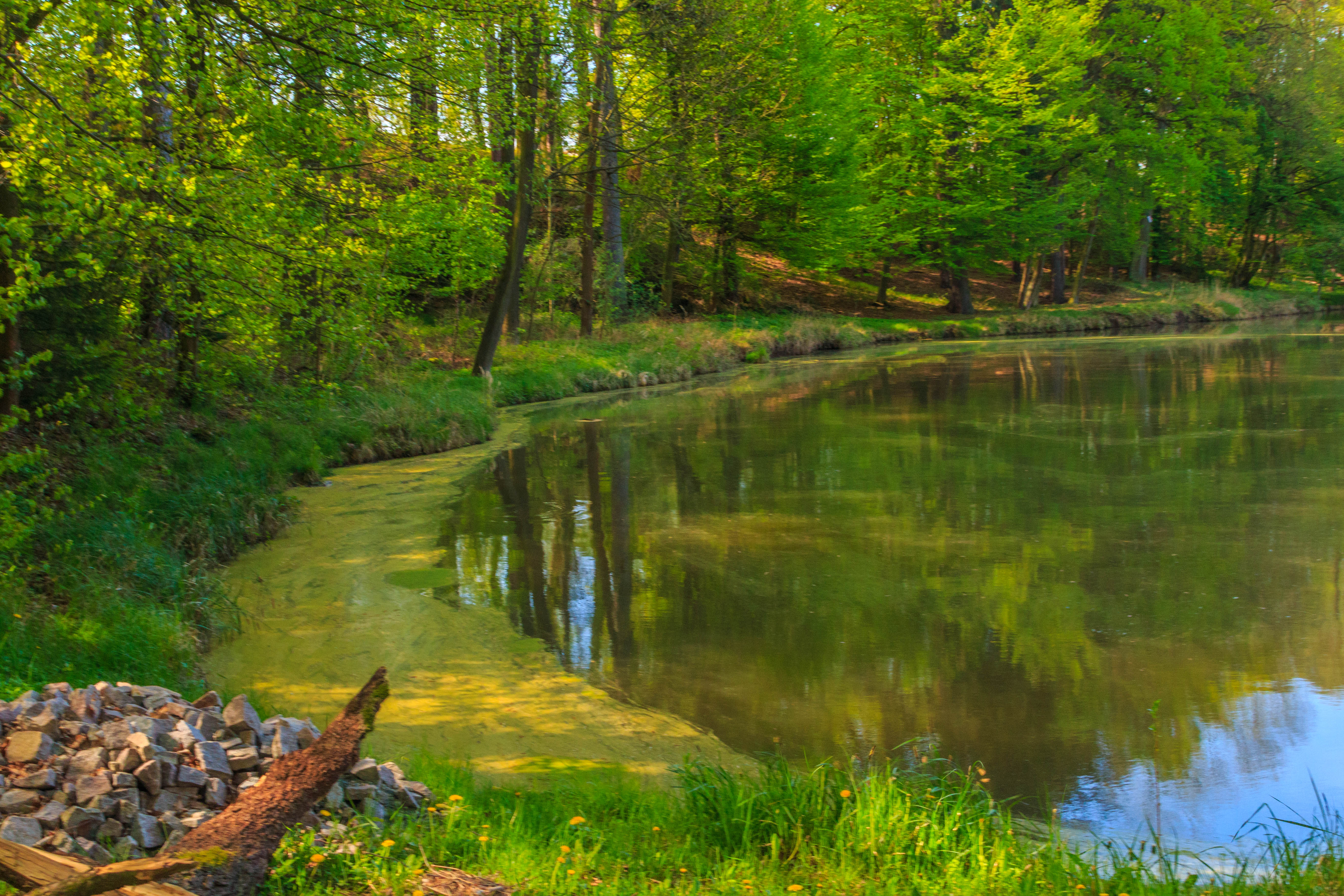
pohled na Ledecký rybník
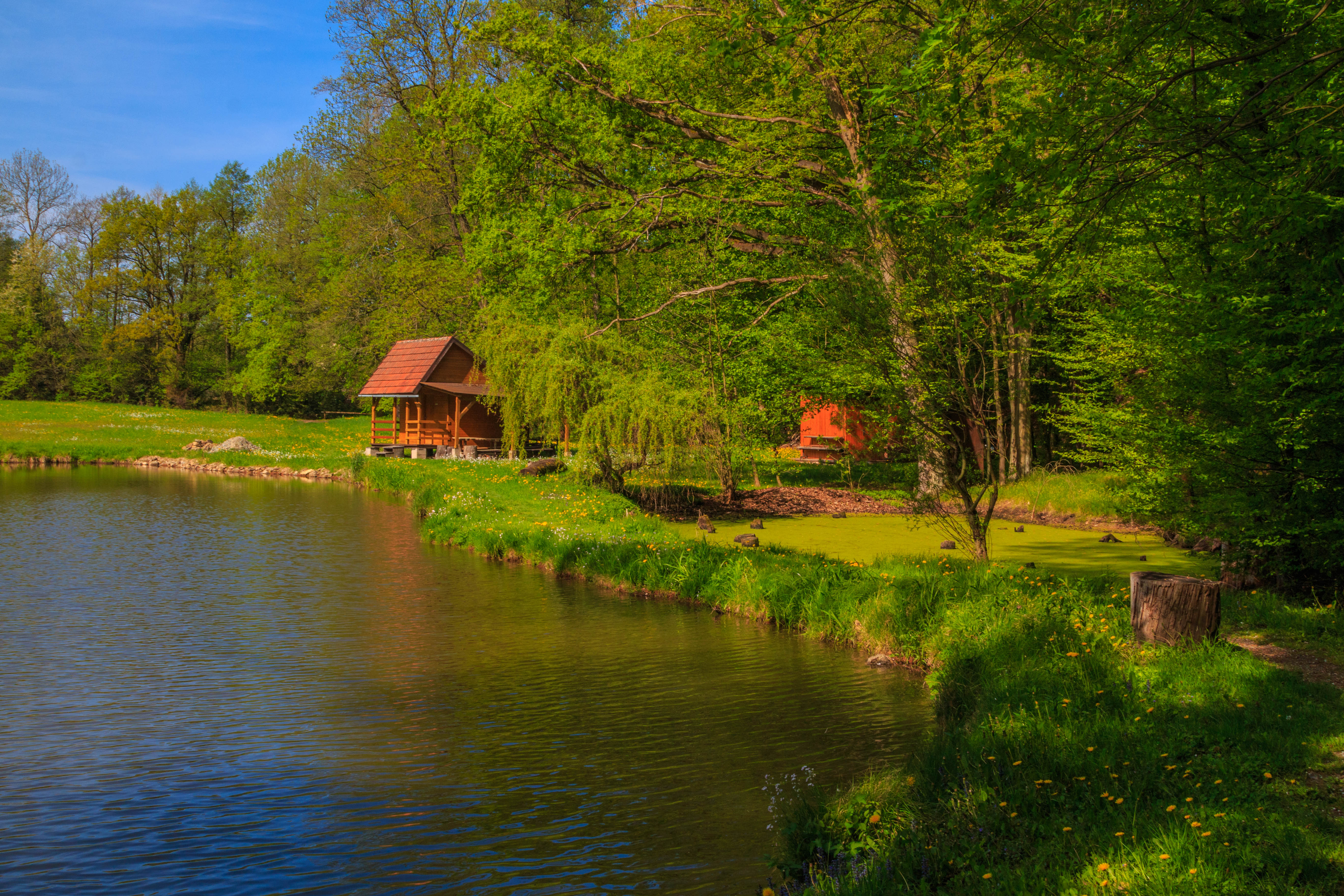
pohled na Ledecký rybník